# Astro Girlz & Boyz
Astro Girlz & Boyz est un album de collaboration de plusieurs artistes (ZONE, Suzunone, BON'Z...) consacré à l'anime Astro Boy. Il est sorti sous le label Sony Music Records le 16 juillet 2003 au Japon. Il atteint la 42e place du classement de l'Oricon et reste classé 5 semaines. Il contient sept pistes chantés par des groupes ou les membres des groupes.

## Liste des titres
| 1. | Kagaku no Ko (科学の子)                    | TOMOKA                      | 4:09 |
| 2. | Sora wo Koete (空を越えて)                 | Kami & Syunya (BON'Z)       | 4:48 |
| 3. | Hoshi no Kanata (星の彼方)                 | Haruka Hanzawa & Shiori     | 5:22 |
| 4. | Atom no Ko (アトムの子)                    | TAKAYO & Run Time All Stars | 4:15 |
| 5. | Tanjyou (誕生)                             | Suzunone                    | 4:01 |
| 6. | Tetsuwan Atom (鉄腕アトム)                 | ZONE & Run Time All Stars   | 2:51 |
| 7. | Tetsuwan Atom (Inst.) (鉄腕アトム (Inst.)) | ZONE & Run Time All Stars   | 2:46 |